# Поммерс, Леон
Леон Поммерс (англ. Leon Pommers, настоящая фамилия Померанец, пол. Pomeraniec; 12 октября 1914, Пружаны Гродненской губернии — 7 июня 2001, Форест-Хилс, Нью-Йорк) — американский пианист, аккомпаниатор, педагог.

## Биография
Родился в состоятельной еврейской семье, его отец владел пивоваренным заводом. В детстве был дружен с Менахемом Бегином. С 1936 года жил в Варшаве. Сперва брал уроки игры на фортепиано у Филипа Либермана (1873—1933), затем учился в Варшавской консерватории у Зофьи Буцкевичовой. Играл в оркестре Хенрика Варса, записывался на студии «Syrena Record».
С началом Второй мировой войны сумел покинуть Польшу, добравшись через СССР до Японии. Затем перебрался в Китай, где заработал денег на дальнейшее путешествие исполнением Рапсодии в стиле блюз Джорджа Гершвина с симфоническим оркестром в Шанхае, оттуда уехал в Австралию и в конечном итоге оказался в США, обосновавшись в Нью-Йорке.
Выступал как аккомпаниатор со скрипачами Эрикой Морини, Зино Франческатти, Натаном Мильштейном, Майклом Рабином, виолончелистом Яношем Штаркером и другими видными солистами. В начале 1960-х гг. выступал с Бенни Гудменом, когда знаменитый джазмен пожелал блеснуть своим умением играть академический репертуар; записи ансамблевых произведений Людвига ван Бетховена, Карла Марии фон Вебера и Иоганнеса Брамса с участием Гудмена, Поммерса и Беркширского струнного квартета были спустя четверть века отреставрированы, выпущены на CD и в 1987 г. номинированы на премию «Грэмми».
Преподавал в Куинс-Колледже Городского университета Нью-Йорка.